# Ramón Núñez
Ramón Fernando Núñez Reyes (ur. 14 listopada 1985 w Tegucigalpie) – honduraski piłkarz.
Ramón Núñez do Major League Soccer trafił pod koniec 2004 roku z uniwersyteckiego klubu Southern Methodist University, który gra w amatorskiej lidze szkół uniwersyteckich. W 2004 roku został piłkarzem klubu Major League Soccer, FC Dallas. W 2007 roku został zawodnikiem innego klubu z USA, Chivas USA, a w 2008 grał w ojczyźnie w Olimpii Tegucigalpa. Do Puebli przeszedł w 2009 roku.
31 sierpnia 2010 roku Núñez podpisał profesjonalny kontrakt z drugoligowym Leeds United. W marcu 2011 został wypożyczony do Scunthorpe United. W 2013 roku wrócił do FC Dallas. Następnie grał w LD Alajuelense i Real España, a w 2016 trafił do Fort Lauderdale Strikers.
Od 2007 rozgrywa również mecze w reprezentacji Hondurasu. Wcześniej był zawodnikiem zespołu do lat 20, z którą w październiku 2005 wystąpił na Młodzieżowych Mistrzostwach Świata w piłce nożnej w Holandii. W 2008 roku wziął udział z kadra U-23 w Igrzyskach Olimpijskich w Pekinie.